# Misail Călugărul
Misail Călugărul (d. a doua jumătatea a secolului al XVII-lea) a fost un călugăr, copist și cronicar moldovean. Un „ieromonah Misail" de la mănăstirea Putna iscălea un act în 1676, timp din care datează o copie după versiunea lui Simion Dascălul a cronicii lui Grigore Ureche. Manuscrisul, care conține o serie de adăugiri atribuite lui Misail, atestă un copist conștiincios, un cărturar cu bogate cunoștințe istorice, folosite cu discernământ.
Interpolările sale aduc informații importante: menționarea cuceririi Daciei de către Traian (probabil pentru prima oară într-un text românesc), relatarea domniei lui Iuga Ologul, o prețioasă completare privind organizarea Bisericii și a boieriilor moldovene, trei episoade referitoare la domnia lui Ștefan cel Mare, etc. Misail a intervenit și în topică, lexic, ortografie, realizând una dintre cele mai corecte versiuni ale cronicii lui Ureche, care a stat la baza unei ramuri de manuscrise și a fost utilizată de Miron și Nicolae Costin.